# Ansó
Ansó – gmina w Hiszpanii, w prowincji Huesca, w Aragonii, o powierzchni 223,08 km². W 2011 roku gmina liczyła 467 mieszkańców.